# Klaus Schütz
Klaus Schütz, född 17 september 1926 i Heidelberg, död 29 november 2012 i Berlin, var en tysk politiker (SPD). 
Han tjänstgjorde som Berlins regerande borgmästare 1967–1977 och var senare ambassadör i Israel och direktör för Deutsche Welle.

## Biografi
Klaus Schütz var statssekreterare vid Tysklands utrikesdepartement Auswärtiges Amt 1966-1967. 1967 tog han över som regerande borgmästare i Berlin efter Heinrich Albertz. Han var 1967–1968 president i förbundsrådet. 1971 kunde SPD under Schütz försvara sin absoluta majoritet men 1975 fick CDU fler röster. SPD och Schütz kunde dock regera vidare i koalition med FDP. Efter flera finansskandaler avgick Schütz 1977 och efterträddes av Dietrich Stobbe. Schütz var sedan ambassadör under fyra år i Israel. 1981–1987 var han intendent vid Deutsche Welle i Köln. Han bor sedan 1993 åter i Berlin.
- Wikimedia Commons har media som rör Klaus Schütz.